# الکس سمنتس
الکس سمنتس (انگلیسی: Alex Semenets; ۱۰ مارس ۱۹۹۰ – اوت ۲۰۲۰ (aged 30)) بازیکن فوتبال اهل کانادا بود.
وی همچنین در تیم‌های ملی فوتبال Canada men's national youth soccer teams و Canada men's national under-20 soccer team بازی کرده‌است.